# Катанга (провінція)
Катанга (фр. Katanga) — провінція Демократичної Республіки Конго.

## Географія
Розташована на південному сході країни. Адміністративний центр — місто Лубумбаші. Площа 496 877 км². Населення — близько 4 125 000 осіб (за даними 1998 року). Поширені мови — суахілі та чілуба.

## Історія
У липні 1960 року Катанга проголосила себе незалежною державою, що призвело до збройного конфлікту з центральною владою Конго. У січні 1963 провінція була приєднана до складу країни за участі миротворчих сил ООН. З 1971 до 1997 року офіційно називалась провінція Шаба.
У часи Великої африканської війни (грудень 1998) у провінції відбувались запеклі бої між повстанцями РКД та зімбабвійсько-намібійськими військами (Оборона Кабало).

## Економіка
Провінція є гірничопромисловим районом, багатим на мідь, олово, уран, кобальт, радій. Також провінція експортує алмази, рідкісні породи деревини.